# Allotanais hirsutus
Allotanais hirsutus is een naaldkreeftjessoort uit de familie van de Tanaididae. De wetenschappelijke naam van de soort is voor het eerst geldig gepubliceerd in 1886 door Beddard.